# عين التينة الشرقية
عين التينة الشرقية، تعرف أيضًا ببساطة باسم عين التينة، هي قرية تقع غرب سوريا إلى الغرب من مدينة حمص بمحافظة حمص. ووفقًا للمكتب المركزي للإحصاء، فإن عدد سكانها 1,135 في تعداد عام 2004. سكانها في الغالب من العلويين.

## الثبت المرجعي
- Smith، Eli؛ Robinson، Edward (1841). Biblical Researches in Palestine, Mount Sinai and Arabia Petraea: A Journal of Travels in the Year 1838. Crocker and Brewster. ج. 3. مؤرشف من الأصل في 2020-01-25.

‌